# Belgio ai Giochi della XXIV Olimpiade
Il Belgio partecipò ai Giochi della XXIV Olimpiade, svoltisi a Seul, Corea del Sud, dal 17 settembre al 2 ottobre 1988, con una delegazione di 59 atleti impegnati in sedici discipline.